# Семмі Стопфорд
Семмі Стопфорд — народився у квітні 1956 року. Рідне місто: Манчестер, Англія.

## Початок
Шлях у світ бальних танців Семмі Стопфорд (Sammy Stopford) відкрив для себе не так рано, як багато сучасних танцюристів. Народившись в Англії, центрі бального танцю тих часів, він прийшов у танцювальний клас у віці близько 16 років. Виявляв інтерес до занять, його рухи ставали все кращими, а в 1973 році він нарешті знайшов свою першу постійну партнерку. Нею стала англійка Лін Аспаден (Lyn Aspden, нині відома під прізвищем Gaskell).

## Любитель
Свій рух по кар'єрних сходах бальних танців Семмі з партнеркою почав у категорії «Любителі». Основну увагу він приділяв латиноамериканській програмі. За кілька років спільних виступів Стопфорд і Аспаден не так часто з'являлися на конкурсному паркеті, але встигли кілька разів виграти змагання у Великій Британії. Після досягнення досить непоганих результатів серед любителів пара переходить у категорію «Професіонали». Будучи «любителем» танцюрист також уперше почав вести заняття у студії танцю, розвиваючи себе як тренера. Але тільки після того, як його талант почав приносити успіх у змаганнях.

## Професіонал
Усього Семмі протанцював у парі з Лін 6 років. Найгучніший результат спортсменам приніс турнір «All England Professional Latin Championship» у 1979 році. Тоді вони встали на вищий щабель п'єдесталу пошани. А незабаром після цього пара розлучилася.
У червні 1979 року Стопфорд знаходить нову партнерку — Ширлі Річ (Shirley Rich, нині — Ширлі Баллас (Shirley Ballas)). На момент початку роботи танцюристкою вона була невідома в конкурсному світі. У квітні 1980 року Семмі та Ширлі одружуються, і дівчина бере прізвище чоловіка. 28 липня 1980 року пара вперше виходить на великий турнір «ICBD World Professional Championships» в Австралії та відразу отримує 3 місце серед професіоналів з латиноамериканської програми. Через рік на цьому ж чемпіонаті, який проводився вже в Лондоні (Англія), Семмі та Ширлі повторили свій результат. 1982 приніс їм 1 місце в Європі і 2 вусвіті, а 1983 — перемогу на «International» і «British Open». Семмі встав на 1 рядок рейтингу танцюристів, проте в січні 1985 року на Чемпіонаті світу в Осло (Норвегія) виявився другим. Змагання стало останнім для спортсменів як у танці, так і в їхньому спільному житті.
Нову пару Семмі знайшов швидко — у цьому ж місяці він починає займатися з Барбарою Маккол (Barbara Mccoll). Він як і раніше представляв Англію. Починаючи з призових місць, пара підібралася до переможних. У 1989 році вони виходять на паркет Блекпула та займають 1 місце. Багато «золота» дарує 1991 рік. Основним змагальним майданчиком для пари була Англія. У 1992 і 1994 Семмі знову підкорює Блекпул. Перемога 1994 року стає найкращим результатом у кар'єрі Стопфорда і Маккол. Усього разом вони танцювали 10 років. Так само, як і з колишньою партнеркою, за період своєї співпраці вони також успішно давали семінари та вели заняття. А заключним конкурсом для Семмі і Барбари став «British Open 1995», де знамениті танцюристи стали другими. Як наслідок вони повністю перейшли на інший щабель професійної кар'єри.

## Тренер і суддя
Після припинення змагань Семмі не поспішав розлучитися зі своєю партнеркою та разом з нею продовжив викладати. У числі його учнів уже була пара Гейнор Фейервезер (Gaynor Fairweather) і Донні Бернс (Donnie Burns). Незважаючи на їх практично відсутню різницю у віці Стопфорд довів пару до фіналів у «любителях» і буквально дав їм старт для подальшого розвитку кар'єри. Хоча на той момент танцюрист сам продовжував конкурсні виступи. У числі його учнів є досить багато успішних нині танцюристів, наприклад, Рікардо Коккі (Riccardo Cocchi), Джоанн Вілкінсон (Joanne Wilkinson), Станіслав Бекмаметов (Stanislav Bekmametov) і Наталія Урбан (Natalie Urban). Він завжди говорив танцюристам, що важливим є настрій, і зізнавався, що сам завжди знаходиться в танці, винятком є лише викладання і сон.
Семмі встиг випустити кілька відео-семінарів, які зараз відомі та популярні по всьому світу. Після відходу зі змагань Стопфорда продовжили запрошувати на турніри, тепер уже як суддю.
У 2007 році Семмі Стопфорд встав на захист танцюристів-аматорів у зв'язку зі складними неприємними політичними обставинами між федераціями танцювального спорту. Так з'явилася аматорська ліга Всесвітньої танцювальної ради WDC, де містер Стопфорд стає головою. Їх головна позиція — нуль політики; танцюристи повинні мати право змагатися де захочуть і не боятися при тому за свою подальшу кар'єру. Знаменитий тренер також опублікував прес-реліз, де висловив свою думку про події у сфері бального танцю.

## Партнерки Семмі та країни, за які виступала пара
Січень 1985 — червень 1995 — Барбара Маккол (Англія)
Червень 1979 — січень 1985 — Ширлі Річ (Стопфорд, Баллас) (Англія)
Січень 1873 — квітень 1979 — Лін Аспаден (Англія)